# Tòssa
|  | No s'ha de confondre amb Tossa. |

Tòssa (en francès Tosse) és un municipi francès situat al departament de les Landes i a la regió de la Nova Aquitània.
| 1962                                       | 1968  | 1975  | 1982  | 1990  | 1999  | 2007  |
| ------------------------------------------ | ----- | ----- | ----- | ----- | ----- | ----- |
| 996                                        | 1.027 | 1.163 | 1.280 | 1.307 | 1.679 | 2.142 |
| Des de 1962: població sense dobles comptes |       |       |       |       |       |       |

| Període | Identitat             | Partit |
| ------- | --------------------- | ------ |
| 2001-   | Jean-Claude Daulouède |        |